# Morrisonville (New York)
Morrisonville est une census-designated place du comté de Clinton, dans l'État de New York, aux États-Unis,. En 2020, elle compte une population de 1 893 habitants.